# 本島町笠島

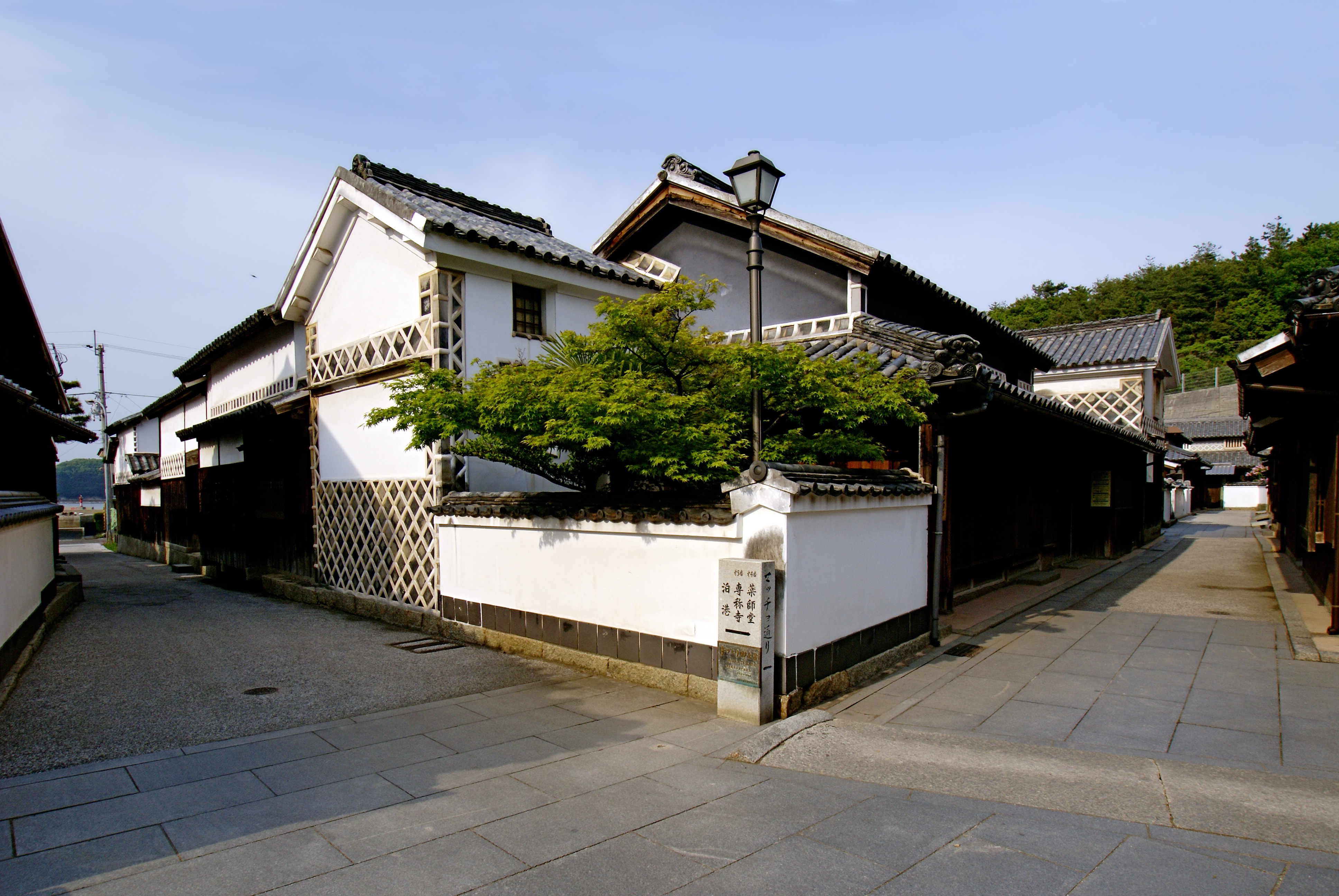
真木邸

本島町笠島（ほんじまちょうかさしま）は、香川県丸亀市の大字。郵便番号は763-0221（丸亀郵便局管区）。瀬戸内海（西備讃瀬戸）に点在する塩飽諸島の本島に位置する。中心部では江戸時代からの古い町並みがよく残っており、「丸亀市塩飽本島町笠島」として国の重要伝統的建造物群保存地区に選定されている。名称に笠島とあるが単独の島ではなく本島内の大字である。

## 概要
塩飽諸島の中心地である本島の笠島は戦国時代までは塩飽水軍の本拠、江戸時代には水運の要所として栄え、廻船問屋を中心に町並みが形成された。江戸時代初期まで繁栄していたが同業者の乱立により次第に衰え、1720年代に幕府からの命で廻船問屋と船舶を大阪の廻船業者に譲ることになる。その後笠島の人々は船舶建造の技術を生かし、家の大工「塩飽大工」として日本各地で活躍した。彼ら塩飽大工は、年に数回笠島に戻る度に家屋を手入れした。そのため江戸時代の町並みがほぼ完全な形で保たれている。
1985年（昭和60年）には重要伝統的建造物群保存地区として選定され、家屋の修復等保全が進んでいる。町並みは廻船問屋など豪商の屋敷や町屋などから成り、小さな町ながらも道を鉤型につけるなど防衛的な配慮もなされている。3軒の屋敷が一般に公開され見学することができる。
「本島笠島集落家並」で、昭和61年度手づくり郷土賞（人と風土が育てた家並）受賞。

## 重要伝統的建造物群保存地区データ
- 地区名称：丸亀市塩飽本島町笠島
- 種別：港町

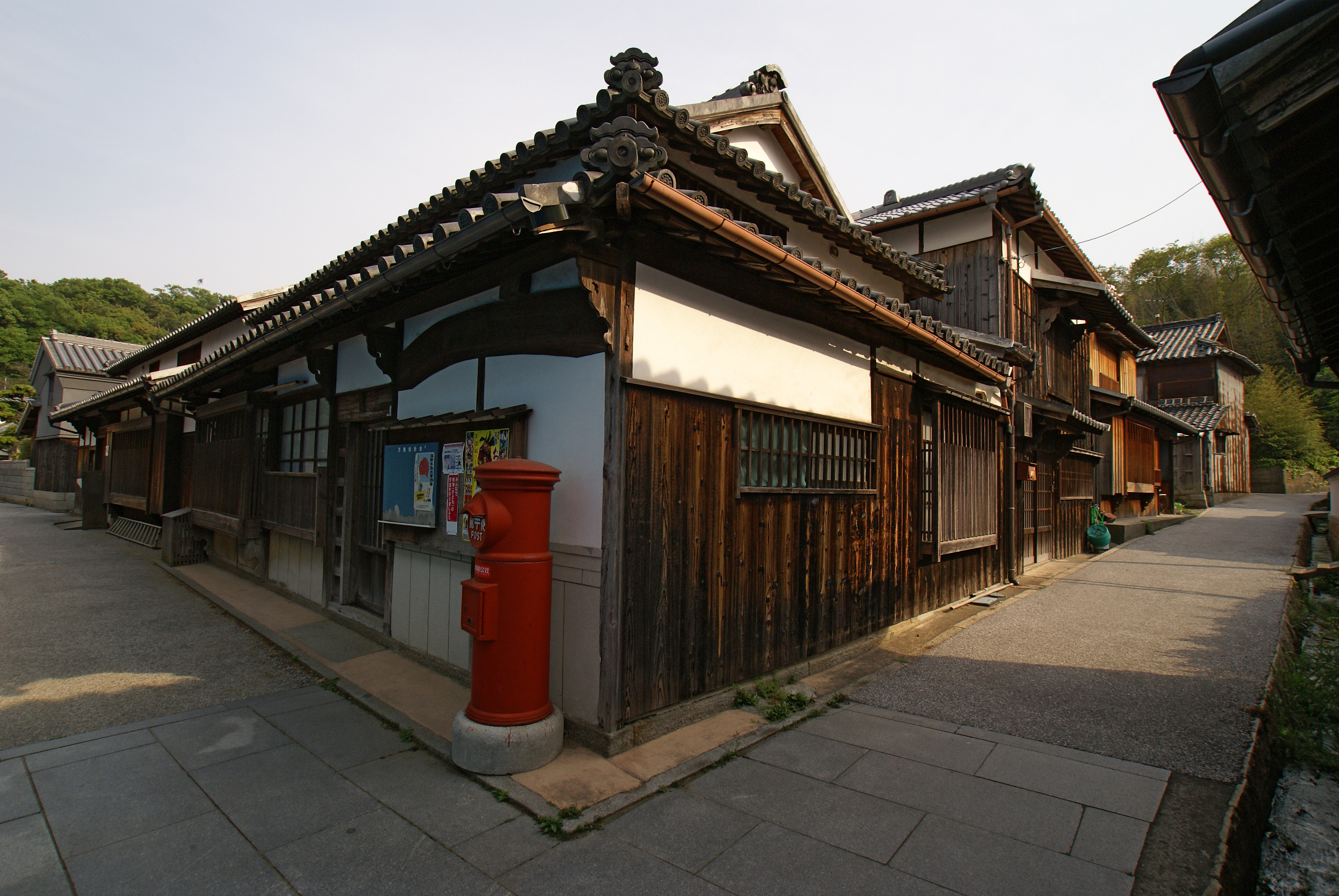
マッチョ通り

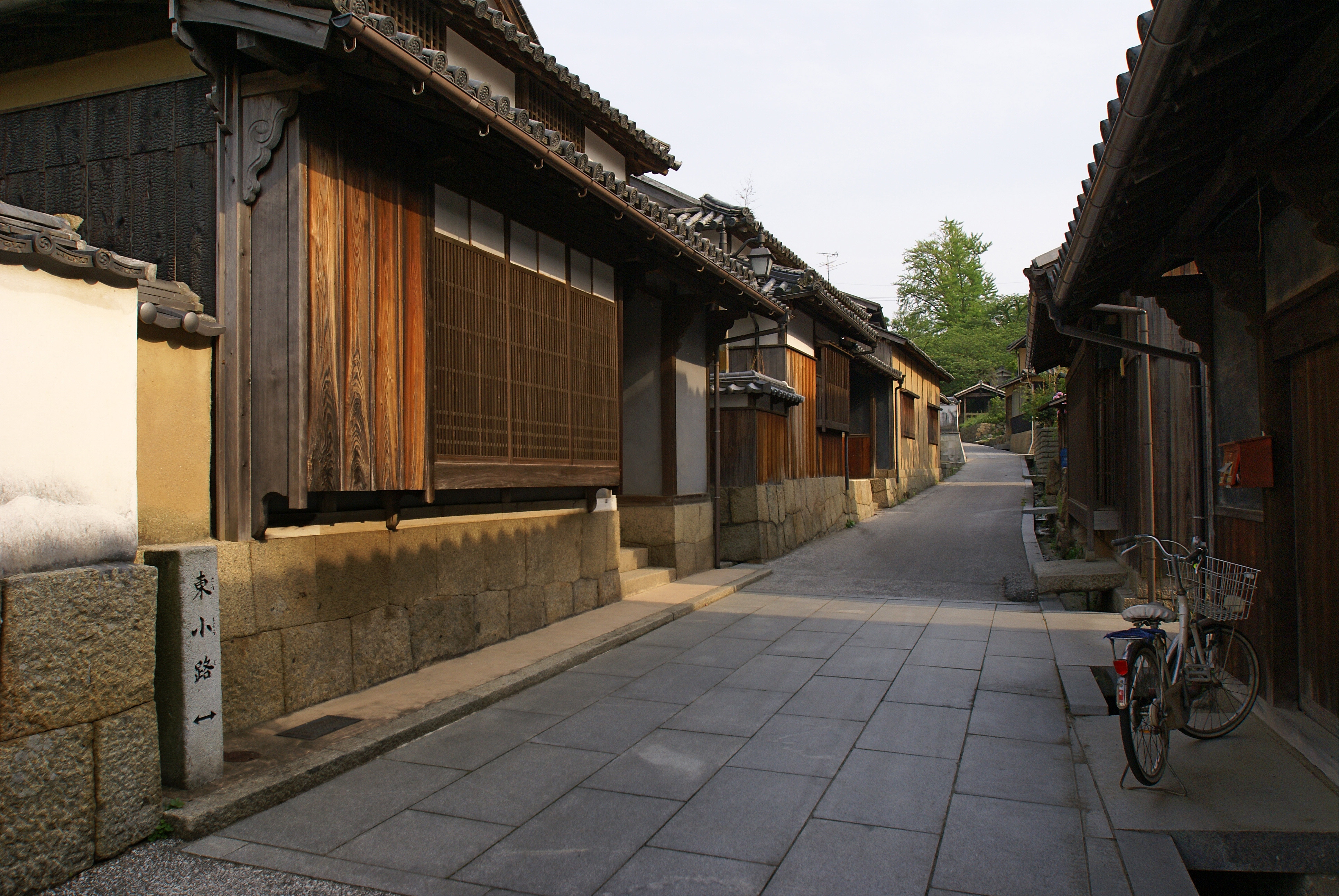
文書館（東小路）

- 選定年月日：1985年（昭和60年）4月13日
- 選定基準：伝統的建造物群及びその周囲の環境が地域的特色を顕著に示している
- 面積：13.1ha

## 笠島の名所・旧跡
- 塩飽本島町笠島伝統的建造物群保存地区 - 重要伝統的建造物群保存地区
- まち並保存センター（真木邸）
- ふれあいの館（小栗邸）
- 文書館（藤井邸）
- 専称寺 - 年寄吉田彦右衛門の墓は国の史跡（史跡「塩飽勤番所跡」の附指定）
- 笠島城跡 - 香川県指定史跡
- 長徳寺 - 木造阿弥陀如来坐像、木造釈迦如来坐像、楊柳観音画像、モッコク、天文在銘文字瓦及び絵瓦は丸亀市指定文化財
- 尾上神社
- 笠島港

## 周辺情報
- 遠見山
- 塩飽勤番所 - 国の史跡
- 木烏神社、千歳座
- 来迎寺
- 正覚院 - 木造観音菩薩三尊像と線刻十一面観音鏡像は国の重要文化財

## 交通
- JR丸亀駅から徒歩5分の丸亀港からフェリー（本島汽船）に乗り35分で本島（泊港）着、徒歩25分
- JR児島駅から徒歩3分の児島港から旅客船（便数少ない）に乗り30分で本島（泊港）着、徒歩25分